# قلعه چور چور
قلعه چور چور مربوط به هزاره اول (پیش از میلاد) است و در شهرستان تکاب، بخش تخت سلیمان، دهستان ساروق، روستای داش قیزقاپان واقع شده است. این اثر در تاریخ ۳۰ دی ۱۳۸۵ با شمارهٔ ثبت ۱۶۸۰۵ به عنوان یکی از آثار ملی ایران به ثبت رسیده‌است.